# A Hologram for the King (film)
A Hologram for the King er en komedie-drama-film fra 2016, som er skrevet, instrueret af Tom Tykwer, og som er baseret på Dave Eggers' roman af samme navn fra 2012. Medvirkende i filmen er Tom Hanks i hovedrollen som en sørgelig IT-forhandler, der tager til Saudi-Arabien i håb om at få en forretningsaftale.
Sidse Babett Knudsen, Tom Skerritt og Sarita Choudhury medvirker også i denne internationale produktion mellem Frankrig, Tyskland, Caymanøerne, Mexico og USA. Filmen havde premiere den 22. april 2016 med distribution af Lionsgate, Roadside Attractions og Saban Films . 

## Medvirkende
- Tom Hanks som Alan Clay
- Alexander Black som Yousef, Alans chauffør
- Sarita Choudhury som Zahra
- Sidse Babett Knudsen som Hanne
- Ben Whishaw som Dave
- Tom Skerritt som Ron, Alans far
- Tracey Fairaway som Kit, Alans datter
- David Menkin som Brad
- Khalid Laith som Karim Al-Ahmed
- Rolf Saxon som Joe Trivoli
- Jay Abdo som Dr. Hadad
- Dhaffer L'Abidine som Hassan
- Amira El Sayed som Maha